# Municipio de López
El municipio de López es uno de los 67 municipios en que se divide el estado mexicano de Chihuahua. Su cabecera es Villa López.

## Geografía
Colinda al norte con Jiménez; al este con el mismo Municipio, al sur con Jiménez y Coronado y al oeste con Coronado y Allende.

### Extensión
El Municipio de López tiene una superficie de 1,317.10 kilómetros cuadrados, la cual representa el 0.53 de la extensión territorial estatal.

### Historia y origen del Nombre
El 17 de junio de 1857, el Congreso del Estado creó el Municipio segregándolo de Jiménez, al cual pertenecía.
La Cabecera Municipal tuvo su origen en la antigua misión franciscana, fundada en 1619, abandonada después por la intranquilidad que los tobosos sembraron en la región.
En la misma forma hicieron huir en 1671 al Capitán Andrés de Hierro, quien intentó recobrar el lugar, con el nombre de Atotonilco (Agua Caliente, en náhuatl), en razón de su vecindad con el río Florido.
La misión renació en el siglo XVIII y los franciscanos lo llamaron San Buenaventura de Atotonilco. El 20 de mayo de 1868, recibió el nombre de Villa López, en honor del parralense, Capitán Octavio López, quien falleció luchando en el combate de Talamantes contra las tropas del General Domingo Cajén, el 19 de enero de 1860.
Atotonilco, población que hoy se llama Villa López y es cabecera del Municipio de su nombre Extensión.

## Demografía
Según el Conteo de Población y Vivienda de 2005 realizado por el Instituto Nacional de Estadística y Geografía, la población del municipio de López es de 3,914 habitantes, de los cuales 2,029 son hombres y 1,885 son mujeres.

### Localidades
En el censo de 2020 el municipio de López contaba con 65 localidades.
| Código INEGI      | Localidad         | Población (2020) |
| ----------------- | ----------------- | ---------------- |
| 080390001         | Octaviano López   | 2 174            |
| Otras localidades | Otras localidades | 1 948            |
| Total municipal   | Total municipal   | 4 122            |

## Presidentes municipales
- (2004 - 2007):
- (2010 - 2013): Raúl Montoya Luján
- (2013 - 2016): María Patricia Valdéz Acosta